# Jiaze (köpinghuvudort i Kina, Jiangsu Sheng, lat 31,69, long 119,79)
Jiaze (kinesiska: 嘉泽, 嘉泽镇) är en köpinghuvudort i Kina. Den ligger i provinsen Jiangsu, i den östra delen av landet, omkring 100 kilometer sydost om provinshuvudstaden Nanjing. Antalet invånare är 73 603. Befolkningen består av 36 669 kvinnor och 36 934 män. Barn under 15 år utgör 11,0 %, vuxna 15-64 år 75 %, och äldre över 65 år 13,0 %.
Runt Jiaze är det tätbefolkat, med 982 invånare per kvadratkilometer. Närmaste större samhälle är Changzhou, 18,6 km nordost om Jiaze. 
Genomsnittlig årsnederbörd är 1 525 millimeter. Den regnigaste månaden är juli, med i genomsnitt 289 mm nederbörd, och den torraste är januari, med 43 mm nederbörd.